# Outland Trophy
L'Outland Trophy è assegnato al miglior interior lineman nel college football dalla Football Writers Association of America. È dedicato alla memoria John H. Outland, uno dei pochi giocatori ad essere nominato All-America in due ruoli, Outland fu eletto unanimemente All-America nel 1898 come tackle e nel 1989 come halfback.

## Albo d'oro
| Anno | Giocatore            | Ruolo | School               |
| ---- | -------------------- | ----- | -------------------- |
| 1946 | George Connor        | T     | Notre Dame           |
| 1947 | Joe Steffy           | G     | Army                 |
| 1948 | Bill Fischer         | G     | Notre Dame           |
| 1949 | Ed Bagdon            | G     | Michigan State       |
| 1950 | Bob Gain             | T     | Kentucky             |
| 1951 | Jim Weatherall       | T     | Oklahoma             |
| 1952 | Dick Modzelewski     | T     | Maryland             |
| 1953 | J.D. Roberts         | G     | Oklahoma             |
| 1954 | William "Bud" Brooks | G     | Arkansas             |
| 1955 | Cal Jones            | G     | Iowa                 |
| 1956 | Jim Parker           | G     | Ohio State           |
| 1957 | Alex Karras          | T     | Iowa                 |
| 1958 | Zeke Smith           | G     | Auburn               |
| 1959 | Mike McGee           | T     | Duke                 |
| 1960 | Tom Brown            | G     | Minnesota            |
| 1961 | Merlin Olsen         | T     | Utah State           |
| 1962 | Bobby Bell           | T     | Minnesota            |
| 1963 | Scott Appleton       | T     | Texas                |
| 1964 | Steve DeLong         | T     | Tennessee            |
| 1965 | Tommy Nobis          | G     | Texas                |
| 1966 | Loyd Phillips        | DT    | Arkansas             |
| 1967 | Ron Yary             | OT    | USC                  |
| 1968 | Bill Stanfill        | DT    | Georgia              |
| 1969 | Mike Reid            | DT    | Penn State           |
| 1970 | Jim Stillwagon       | MG    | Ohio State           |
| 1971 | Larry Jacobson       | DT    | Nebraska             |
| 1972 | Rich Glover          | MG    | Nebraska             |
| 1973 | John Hicks           | OT    | Ohio State           |
| 1974 | Randy White          | DT    | Maryland             |
| 1975 | Lee Roy Selmon       | DT    | Oklahoma             |
| 1976 | Ross Browner         | DE    | Notre Dame           |
| 1977 | Brad Shearer         | DT    | Texas                |
| 1978 | Greg Roberts         | C     | Oklahoma             |
| 1979 | Jim Ritcher          | C     | North Carolina State |
| 1980 | Mark May             | OT    | Pittsburgh           |
| 1981 | Dave Rimington       | C     | Nebraska             |
| 1982 | Dave Rimington       | C     | Nebraska             |
| 1983 | Dean Steinkuhler     | G     | Nebraska             |
| 1984 | Bruce Smith          | DT    | Virginia Tech        |
| 1986 | Jason Buck           | DT    | BYU                  |
| 1987 | Chad Hennings        | DT    | Air Force            |
| 1988 | Tracy Rocker         | DT    | Auburn               |
| 1989 | Mohammed Elewonibi   | G     | BYU                  |
| 1990 | Russell Maryland     | NT    | Miami (FL)           |
| 1991 | Steve Emtman         | DT    | Washington           |
| 1992 | Will Shields         | G     | Nebraska             |
| 1993 | Rob Waldrop          | NG    | Arizona              |
| 1994 | Zach Wiegert         | OT    | Nebraska             |
| 1995 | Jonathan Ogden       | OT    | UCLA                 |
| 1996 | Orlando Pace         | OT    | Ohio State           |
| 1997 | Aaron Taylor         | G     | Nebraska             |
| 1998 | Kris Farris          | OT    | UCLA                 |
| 1999 | Chris Samuels        | OT    | Alabama              |
| 2000 | John Henderson       | DT    | Tennessee            |
| 2001 | Bryant McKinnie      | OT    | Miami (FL)           |
| 2002 | Rien Long            | DT    | Washington State     |
| 2003 | Robert Gallery       | OT    | Iowa                 |
| 2004 | Jammal Brown         | OT    | Oklahoma             |
| 2005 | Greg Eslinger        | C     | Minnesota            |
| 2006 | Joe Thomas           | OT    | Wisconsin            |
| 2007 | Glenn Dorsey         | DT    | LSU                  |
| 2008 | Andre Smith          | OT    | Alabama              |
| 2009 | Ndamukong Suh        | DT    | Nebraska             |
| 2010 | Gabe Carimi          | OT    | Wisconsin            |
| 2011 | Barrett Jones        | OT    | Alabama              |
| 2012 | Luke Joeckel         | OT    | Texas A&M            |
| 2013 | Aaron Donald         | DT    | Pittsburgh           |
| 2014 | Brandon Scherff      | OT    | Iowa                 |
| 2015 | Joshua Garnett       | G     | Stanford             |
| 2016 | Cam Robinson         | OT    | Alabama              |
| 2017 | Ed Oliver            | DT    | Houston              |
| 2018 | Quinnen Williams     | DT    | Alabama              |
| 2019 | Penei Sewell         | OT    | Oregon               |
| 2020 | Alex Leatherwood     | OT    | Alabama              |
| 2021 | Jordan Davis         | DT    | Georgia              |
| 2022 | Olusegun Oluwatimi   | OL    | Michigan             |
| 2023 | T'Vondre Sweat       | DT    | Texas                |
| 2024 | Kelvin Banks Jr.     | OL    | Texas                |